# Жлобинський історико-краєзначий музей
Жлобинський історико-краєзнавчий музей — музей у місті Жлобин, Гомельська область, Білорусь, займає будівлю колишнього дитячого садка. Будівля побудована в 1911 році.
Фонди музею на 2013 рік: 14 268 експонатів, з них: основний — 8571 і допоміжний — 5697. Фонд постійно поповнюється.
Має 4 виставкових зали:
- етнографічна зал з фрагментами селянської хати, оформленої з урахуванням інтер'єру 19 століття, в Жлобинському районі,
- залізнична зал, оскільки Жлобин є великим залізничним вузлом і вся історія пов'язана з розвитком залізниці,
- зал, присвячений революційним подіям,
- основна експозиція присвячена Другій світовій війні (гільзи від снарядів і патронів, міномет, зброя, одяг, посуд, листи, фотографії, нагороди та багато іншого)

Музей розташований за адресою: 247210, Гомельська обл., м. Жлобин, вул. Першотравнева, 85.